# Зиґмунт Кароль Пшерембський
Зиґмунт Кароль Пшерембський гербу Новина (пол. Zygmunt Karol Przerębski; бл. 1640? — 1669) — польський шляхтич, дипломат, урядник Королівства Польського. Представник роду Пшерембських.

## Життєпис
Батько — Максиміліян Пшерембський, мати — дружина батька Анна Могила.
Як військовик згаданий у складі панцерної корогви в компуті війська. Згідно з «конституцією» сейму 1667 року призначений комісаром у склад комісії щодо розмежування кордону із Сілезією.

Посади: рогатинський староста, сєрадзький підкоморій (1658), каштелян, воєвода.

Перед смертю пожертвував на костел завдяки почутій інформації про ікону Матері Божої Ченстоховської (Белзької) коштовну каблучку з великим діамантом.
Дружина — донька Станіслава «Ревери» Потоцького Анна, удова рогатинського старости Зиґмунта Остроруга.